# Завальнюк В'ячеслав Дмитрович
В'ячеслав Дмитрович Завальнюк (10 грудня 1974, м. Київ, СРСР) — український хокеїст, захисник. Начальник національної збірної команди України, віце-президент Федерації хокею України. 
Виступав за ШВСМ (Київ), «Сокіл» (Київ), «Динамо» (Москва), «Нафтохімік» (Нижньокамськ), «Металург» (Новокузнецьк), СКА (Санкт-Петербург), «Крила Рад» (Москва), «Сибір» (Новосибірськ), «Сєвєрсталь» (Череповець), «Металург» (Магнітогорськ).
У складі національної збірної України учасник зимових Олімпійських ігор 2002 (4 матчі, 0+0); учасник чемпіонатів світу 1999, 2000, 2001, 2002, 2003, 2004, 2005, 2006 і 2007 (45 матчів, 2+3). У складі молодіжної збірної України учасник чемпіонатів світу 1993 (група C) і 1994 (група B).
Досягнення
- Срібний призер МХЛ (1996)
- Чемпіон Росії (2007).

Нагороди
- Нагороджений орденом «За заслуги» III ступеня (2008)[1].